# Harry Carey junior

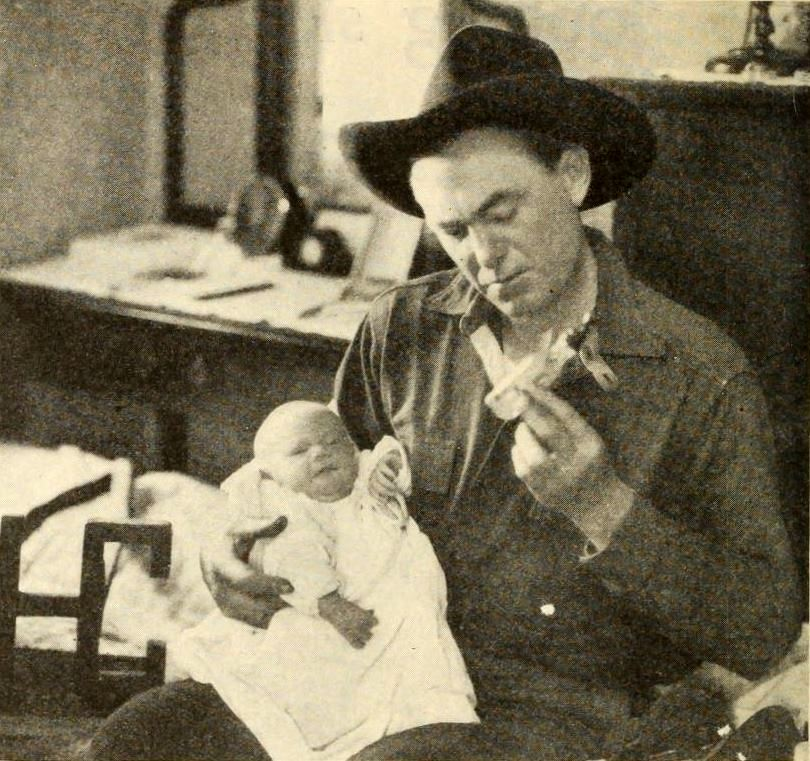
Harry Carey Sr. mit seinem neugeborenen Sohn in einer Zeitungsabbildung vom September 1921

Harry Carey junior (* 16. Mai 1921 als Henry Golden Carey in Saugus, Kalifornien; † 27. Dezember 2012 in Santa Barbara, Kalifornien) war ein US-amerikanischer Schauspieler.

## Leben und Karriere
Der Sohn des Schauspielerehepaares Harry Carey senior und Olive Carey (gebürtig Olive Fuller Golden) kam über seinen Vater schon früh in Kontakt mit dem Showbusiness. Als Säugling war er neben seinem Vater im Stummfilm-Western Desperate Trails zu sehen. Im Teenageralter stand er an der Seite seines Vaters auf der Bühne. Zeitweilig war er in New York Botenjunge für den Rundfunksender NBC. Nach dem Besuch der Black Fox Militärakademie war Carey jr. ab 1941 fünf Jahre lang Soldat. Dank seines einschlägigen familiären Hintergrundes fand er anschließend problemlos Eingang in die Filmbranche.
1946 gab Carey, wenn man von seinem Filmauftritt als Säugling absieht, in Rolling Home sein Filmdebüt. Eine weitere frühe Rolle hatte er 1947 an der Seite seines Vaters im Western-Klassiker Red River von Howard Hawks, wenngleich die beiden keine gemeinsamen Szenen hatten. Anschließend übernahm er im Film Spuren im Sand eine Hauptrolle. Diesen Film widmete Regisseur John Ford seinem kurz zuvor verstorbenen Freund und Kollegen Harry Carey sr., dem „leuchtenden Stern am frühen Western Firmament“. Carey jr. wirkte fortan in zahlreichen Western von John Ford mit, üblicherweise in Nebenrollen. Er gehörte zum engeren Kreis der John-Ford-Stock-Company (der „Herde“ oder „Belegschaft“ von John Ford), einem Freundeskreis, dem auch John Wayne angehörte, in dessen Filmen Carey jr. oftmals Nebenrollen einnahm, auch dann, wenn diese nicht von John Ford inszeniert wurden. In John Fords Western-Klassiker Der Schwarze Falke mit John Wayne als Hauptdarsteller mimte Carey jr. mit Brad Jorgensen den Filmsohn von Mrs. Jorgensen, die von seiner leiblichen Mutter Olive Carey dargestellt wurde.
Ab 1972 spielte Carey jr. in mehreren Italo-Western. Insbesondere seine Rollen in den Western-Komödien Vier Fäuste für ein Halleluja neben Terence Hill und Bud Spencer sowie Verflucht, verdammt und Halleluja neben Terence Hill erreichten größere Bekannt- und Beliebtheit. Weiterhin wirkte Carey Jr. in Produktionen wie Die Maske, Gremlins – Kleine Monster, Der Exorzist III und Zurück in die Zukunft III mit, daneben in Western wie Long Riders und Tombstone. In Nickelodeon von Peter Bogdanovich spielte er gemäß seinem Spitznamen die Filmrolle des „Dobie“.
1994 veröffentlichte Carey jr. unter dem Titel Company of Heroes: My Life as an Actor in the John Ford Stock Company seine Erinnerungen. Er war von 1944 bis zu seinem Tod mit Marilyn Fix (1925–2017), einer Tochter des Schauspielers Paul Fix, verheiratet. Das Ehepaar hatte vier Kinder, die Töchter Melinda und Patricia und die Söhne Thomas und Steven Harry. Steven Harry starb bereits 1989. Harry Carey junior starb im Dezember 2012 im Alter von 91 Jahren und wurde auf dem Westwood Village Memorial Park Cemetery begraben.

## Filmografie (Auswahl)
- 1921: Desperate Trails
- 1946: Rolling Home
- 1947: Verfolgt (Pursued)
- 1948: Red River
- 1948: Erbe des Henkers (Moonrise)
- 1948: Nacht in der Prärie (Blood on the Moon)
- 1948: Spuren im Sand (3 Godfathers)
- 1949: Der Teufelshauptmann (She Wore a Yellow Ribbon)
- 1950: Flammendes Tal (Copper Canyon)
- 1950: Westlich St. Louis (Wagon Master)
- 1950: Rio Grande
- 1951: Der große Zug nach Santa Fé (Cattle Drive)
- 1951: Am Marterpfahl der Sioux (Warpath)
- 1951: Höllenreiter der Nacht (The Wild Blue Yonder)
- 1952: Liebling, ich werde jünger (Monkey Business)
- 1953: Niagara
- 1953: Der Cowboy von San Antone (San Antone)
- 1953: Blondinen bevorzugt (Gentlemen Prefer Blondes)
- 1953: Das letzte Signal (Island in the Sky)
- 1953: Das Höllenriff (Beneath the 12-Mile Reef)
- 1954: Stadt der Verdammten (Silver Lode)
- 1954: Brandmal der Rache (The Outcast)
- 1955: Mit Leib und Seele (The Long Gray Line)
- 1955: Keine Zeit für Heldentum (Mister Roberts)
- 1955: Tokio-Story (House of Bamboo)
- 1955: The Lone Ranger (Fernsehserie, Folge 4x44 Dice Dawson reitet wieder)
- 1955: The Adventures of Spin and Marty (Fernsehserie, 25 Folgen)
- 1955–1957: Mickey Mouse Club (The Mickey Mouse Club, Fernsehserie, 18 Folgen)
- 1956: In geheimer Mission (The Great Locomotive Chase)
- 1956: Der Schwarze Falke (The Searchers)
- 1956: Die 7. Kavallerie (7th Cavalry)
- 1957: Flucht nach Mexiko (The River’s Edge)
- 1957: Kiss Them for Me
- 1958: Schieß zurück, Cowboy (From Hell to Texas)
- 1958–1963: Have Gun – Will Travel (Fernsehserie, 12 Folgen)
- 1958–1973: Walt Disneys bunte Welt (Walt Disney's Wonderful World of Color, Fernsehserie, 9 Folgen)
- 1959: Patrouille westwärts (Escort West)
- 1959: Rio Bravo Szenen geschnitten
- 1959/1962: Tausend Meilen Staub (Rawhide, Fernsehserie, 2 Folgen)
- 1959–1967: Bonanza (Fernsehserie, 4 Folgen)
- 1959–1974: Rauchende Colts (Gunsmoke, Fernsehserie, 12 Folgen)
- 1960: Morgen sollst Du sterben (Noose for a Gunman)
- 1960: Ein charmanter Hochstapler (The Great Impostor)
- 1960/1961: Westlich von Santa Fé (The Rifleman, Fernsehserie, 2 Folgen)
- 1961: Zwei ritten zusammen (Two Rode Together)
- 1961: Perry Mason (Fernsehserie, Folge 5x15 Der Fall mit dem veränderten Flußlauf)
- 1961–1962: Am Fuß der blauen Berge (Laramie, Fernsehserie, 4 Folgen)
- 1961–1963: Lassie (Fernsehserie, 3 Folgen)
- 1962/1963: Sprung aus den Wolken (Ripcord, Fernsehserie, 2 Folgen)
- 1963: Die rauhen Reiter von Texas (The Raiders)
- 1964: Cheyenne (Cheyenne Autumn)
- 1965: Der Mann vom großen Fluß (Shenandoah)
- 1966: Rancho River (The Rare Breed)
- 1966: Billy the Kid vs. Dracula
- 1966: Alvarez Kelly
- 1966: Cyborg 2087
- 1967: Der Weg nach Westen (The Way West)
- 1967: Das Teufelsweib von Texas (The Ballad of Josie)
- 1967/1970: Die Leute von der Shiloh Ranch (The Virginian, Fernsehserie, 2 Folgen)
- 1968: Der Marshall von Cimarron (Cimarron Strip, Fernsehserie, Folge 1x19)
- 1968: Die Teufelsbrigade (The Devil’s Brigade)
- 1968: Bandolero
- 1969: Frank Patch – Deine Stunden sind gezählt (Death of a Gunfighter)
- 1969: Die Unbesiegten (The Undefeated)
- 1969: Mannix (Fernsehserie, Folge 3x12 Rennpferd vermißt)
- 1970: Die Pechvögel (One More Time)
- 1970: Whisky brutal (The Moonshine War)
- 1970: Der „schärfste“ aller Banditen (Dirty Dingus Magee)
- 1971: Heißes Gold aus Calador (One More Train to Rob)
- 1971: Big Jake
- 1971: Vier Fäuste für ein Halleluja (…continuavano a chiamarlo Trinità)
- 1971: El Capitano (Something Big)
- 1972: Verflucht, verdammt und Halleluja (...E poi lo chiamarono il Magnifico)
- 1972: Die Flucht des Pumas (Run, Cougar, Run)
- 1973: Geier kennen kein Erbarmen (Cahill U.S. Marshal)
- 1974: Die Straßen von San Francisco (The Streets of San Francisco, Fernsehserie, Folge 2x21)
- 1974: Hec Ramsey (Fernsehserie, Folge 2x04)
- 1974: Die Teufelsschlucht der wilden Wölfe (Il ritorno di Zanna Bianca)
- 1975: Einen vor den Latz geknallt (Take a Hard Ride)
- 1976: Nickelodeon
- 1978: Black Beauty (Miniserie)
- 1978: Make-up und Pistolen (Police Woman, Fernsehserie, Folge 4x16)
- 1978: In Texas ist der Teufel los (Kate Bliss and the Ticker Tape Kid, Fernsehfilm)
- 1980: Long Riders (The Long Riders)
- 1980: Unsere kleine Farm (Little House on the Prairie, Fernsehserie, Folge 7x03)
- 1981: Dallas (Fernsehserie, Folge 4x11)
- 1982: CHiPs (Fernsehserie, Folge 5x20)
- 1982: Der schleichende Tod (Endangered Species)
- 1982: Die Schattenreiter (The Shadow Riders, Fernsehfilm)
- 1982: Knight Rider (Fernsehserie, Folge 1x07)
- 1983: Princess Daisy (Princess Daisy, Miniserie)
- 1984: Gremlins – Kleine Monster (Gremlins)
- 1984: UFOria
- 1985: Die Maske (Mask)
- 1986: Crossroads – Pakt mit dem Teufel (Crossroads)
- 1987: Wale im August (The Whales of August)
- 1987: Cherry 2000
- 1987–1988: Wilhelm Tell – Kämpfer der Gerechtigkeit (Crossbow, Fernsehserie, 3 Folgen)
- 1988: Die glorreichen Neun (Once upon a Texas Train, Fernsehfilm)
- 1988: Die Unschuld der Molly (Illegally Yours)
- 1989: B.L. Stryker (Fernsehserie, Folge 1x04)
- 1989: Die Traumtänzer (Breaking In)
- 1990: Zurück in die Zukunft III (Back to the Future Part III)
- 1990: Der Exorzist III (The Exorcist III)
- 1993: Tombstone
- 1994: Wyatt Earp – Das Leben einer Legende (Wyatt Earp: Return to Tombstone, Fernsehfilm)
- 1996: The Sunchaser (Sunchaser)
- 1997: Letztes Gefecht am Saber River (Last Stand at Saber River, Fernsehfilm)